# حمدالله مخلص
مولوی حمدالله مخلص (وفات ۲ نوامبر ۲۰۲۱) سیاستمدار اهل افغانستان بود. وی نخستین فرمانده ارشد طالبان بود که پس از سقوط کابل به کاخ ریاست‌جمهوری افغانستان وارد شد و روی صندلی اشرف غنی رئیس‌جمهور تحت حمایت آمریکا نشت. وی بر اثر عملیات انتحاری در بیمارستانی در کابل درگذشت. او بلندپایه‌ترین عضو طالبان است که از زمان به قدرت رسیدن امارت اسلامی افغانستان کشته می‌شود.